# Carl Kopp (Naturforscher)
Carl Theodor Kopp (* 29. März 1856 in Dachtel; † 31. Mai 1917 in Biberach an der Riß) war ein deutscher Maler, Pädagoge und Amateurentomologe.

## Leben
Carl Kopp kam als Sohn des Schulleiters Gottlieb Kopp und dessen Ehefrau Rosine Magdalena Däuble im württembergischen Dorf Dachtel zur Welt. An der Académie de Genève in der Schweiz belegte er zunächst 1877 geisteswissenschaftliche Fächer und wechselte dann noch für ein Jahr zu den Naturwissenschaften. Hauptberuflich arbeitete er als Zeichenlehrer in der Kleinstadt Biberach an der Riß.
Bereits seit seiner Jugend naturkundlich sehr interessiert, gehörte er 1901 zu den Mitbegründern des Mathematisch-naturwissenschaftlichen Vereins in Württemberg. Er erwarb sich vor allem durch seine Sammeltätigkeit große Verdienste um die entomologische Forschung in Südwestdeutschland. Dabei lag sein Hauptaugenmerk auf der Ordnung der Hautflügler (lat.: Hymenoptera). Ihm gelang es mehrfach, unterirdische Nester – beispielsweise der Grabwespen-Gattung Bembix, der Mauerbienen-Gattung Osmia sowie von Mörtel- und Blattschneiderbienen und Langhornbienen – mithilfe von Leimwasser und Gummilösungen auszugießen und so formgetreu zu konservieren. Der mit ihm befreunde Lehrer und Biologe Ferdinand Rudow (1840–1920) aus Naumburg postulierte im Jahr 1908, Kopp sei „der beste Kenner der Insektenbauten“.
Im Mai 1917 starb er im Alter von 61 Jahren. Nach seinem Tod wurde seine biologische Sammlung aufgeteilt. So gingen einige Teile beispielsweise an das städtische Museum in Biberach und andere, insbesondere die Hymneopterenbauten, an die Württembergische Naturaliensammlung in Stuttgart.